# Athyrium physosorum
Athyrium physosorum là một loài dương xỉ trong họ Athyriaceae. Loài này được Sieber, Milde mô tả khoa học đầu tiên năm 1867.
Danh pháp khoa học của loài này chưa được làm sáng tỏ. 